# المركب المجازي
المركب المجازي في بعض لغات أمريكا الوسطى ضرب من المركبات مؤلف من لفظين يفيدان معنى مجازيا. من أمثلتها في الناواتلية cuitlapilli ahtlapalli وهي لغة عبارتان عن الذيل والجناح ومجازا عامة الناس.